# Quercus cerris
Pour l’article ayant un titre homophone, voir Ceris.
Espèce
Classification phylogénétique
Répartition géographique
Le Chêne chevelu ou Chêne lombard ou Chêne cerris (Quercus cerris), est une espèce d'arbres monoïques de la famille des Fagacées originaire du sud de l'Europe et d'Asie Mineure.
Il est parfois appelé Chêne de Bourgogne, Chêne de Turquie ou Doucier.
C'est l'espèce type de la section Cerris de la classification des chênes. Il doit son nom au fait que la cupule de son gland est pourvue de trichomes assimilés à des cheveux.

## Description

Planche botanique de 1801
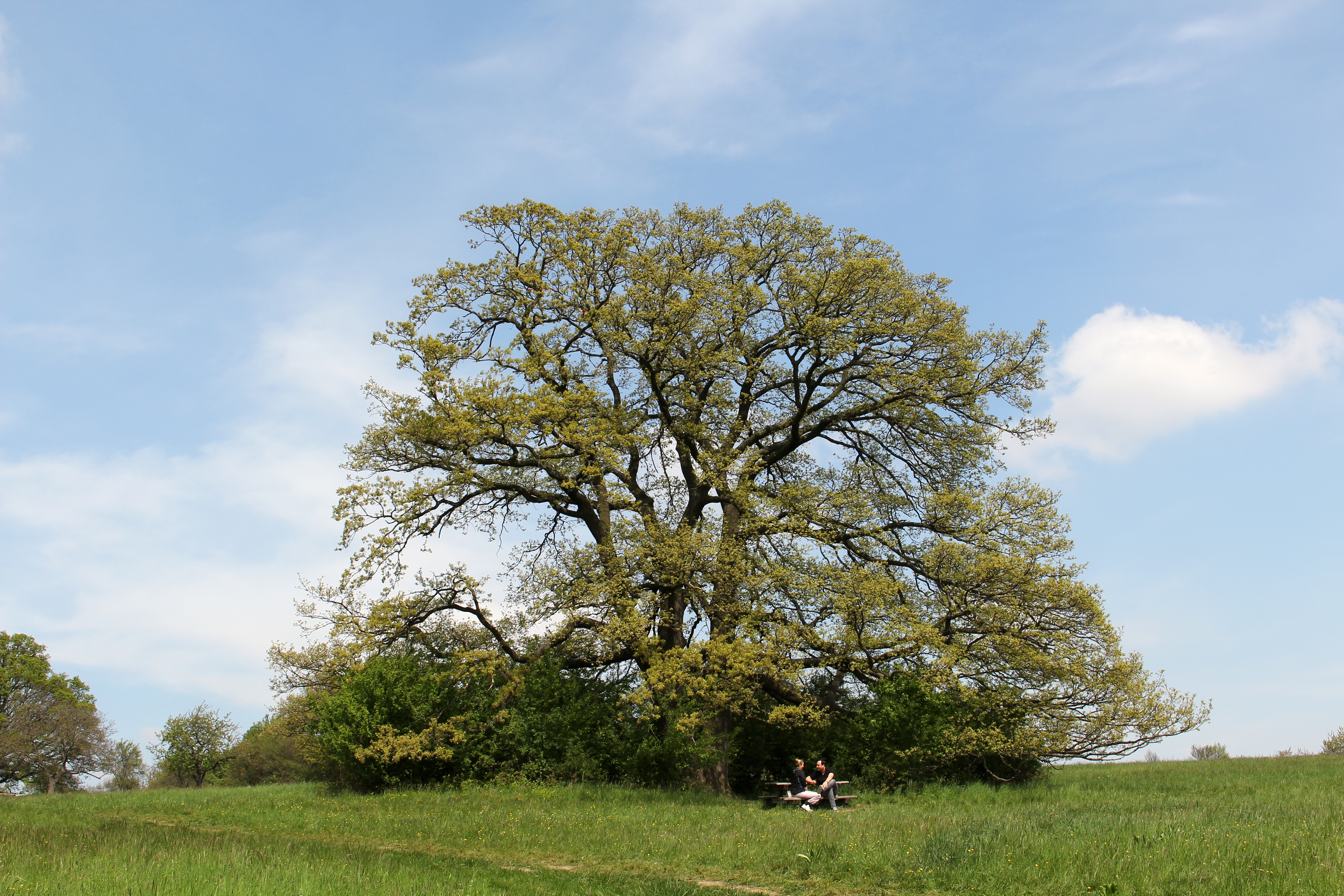
Arbre adulte au printemps
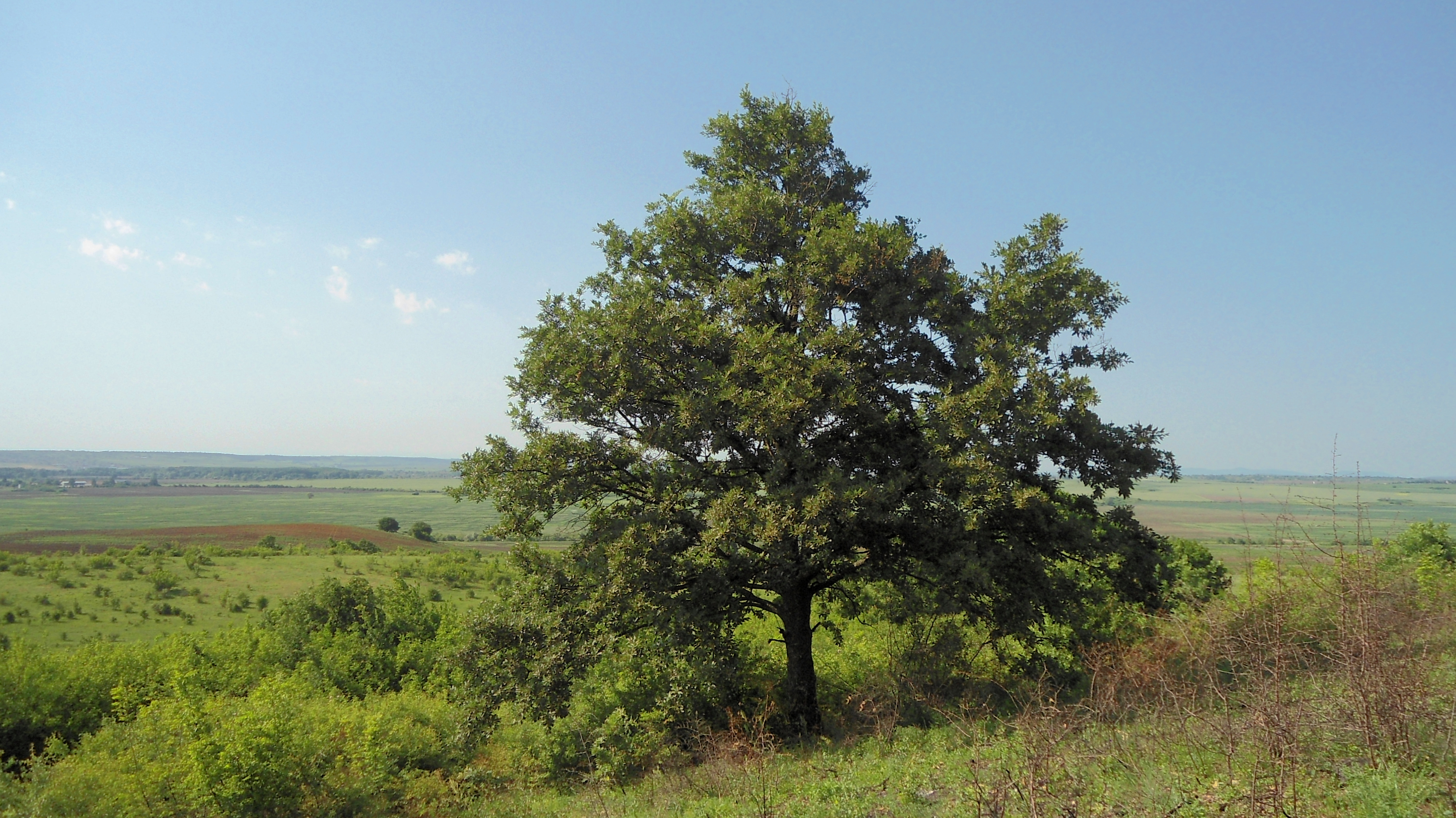
Arbre en été
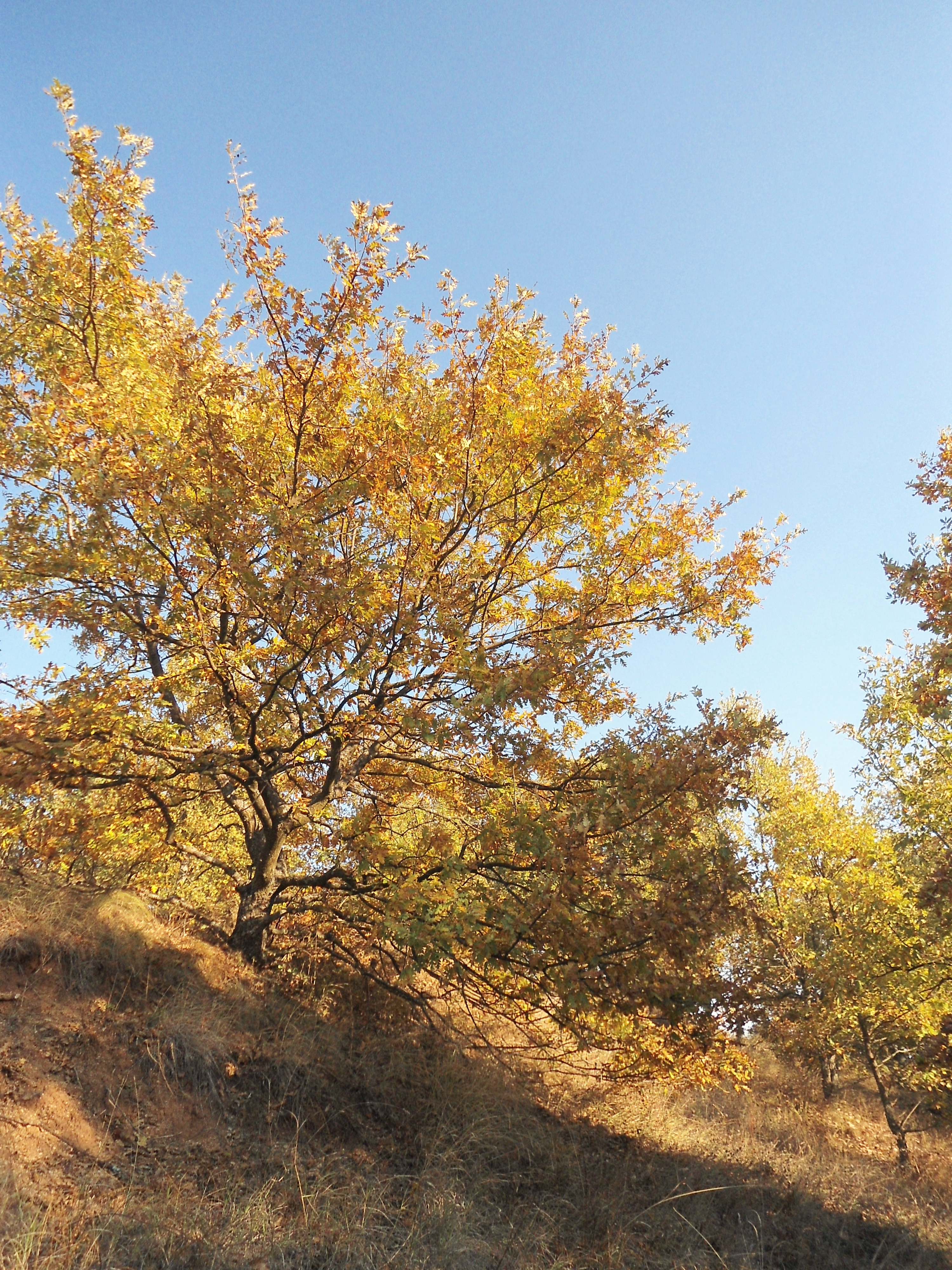
Arbre en automne
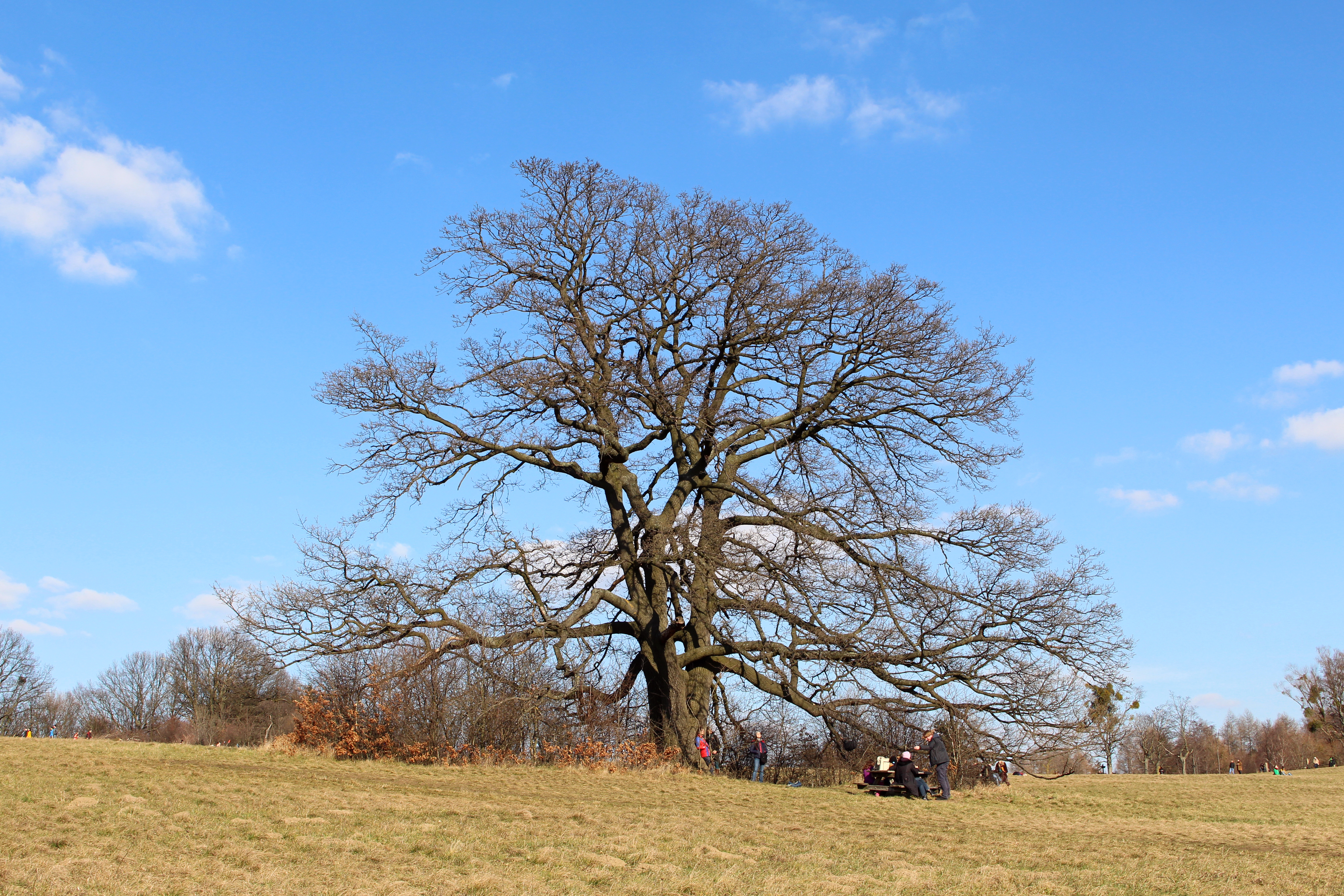
Arbre adulte en hiver
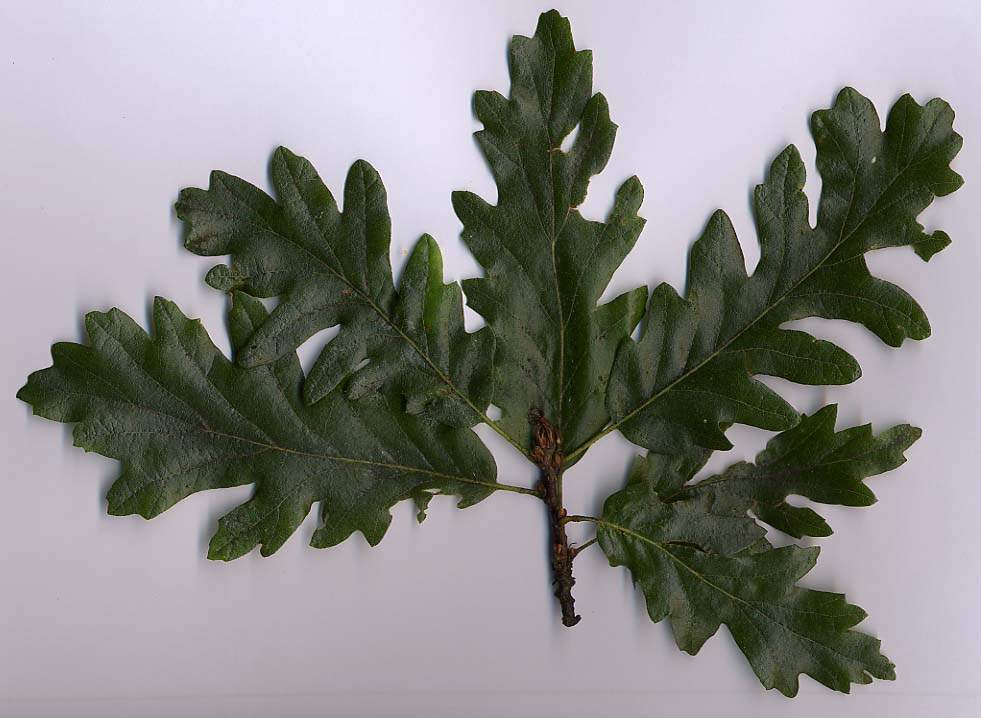
La régularité des lobes varie grandement selon les arbres.
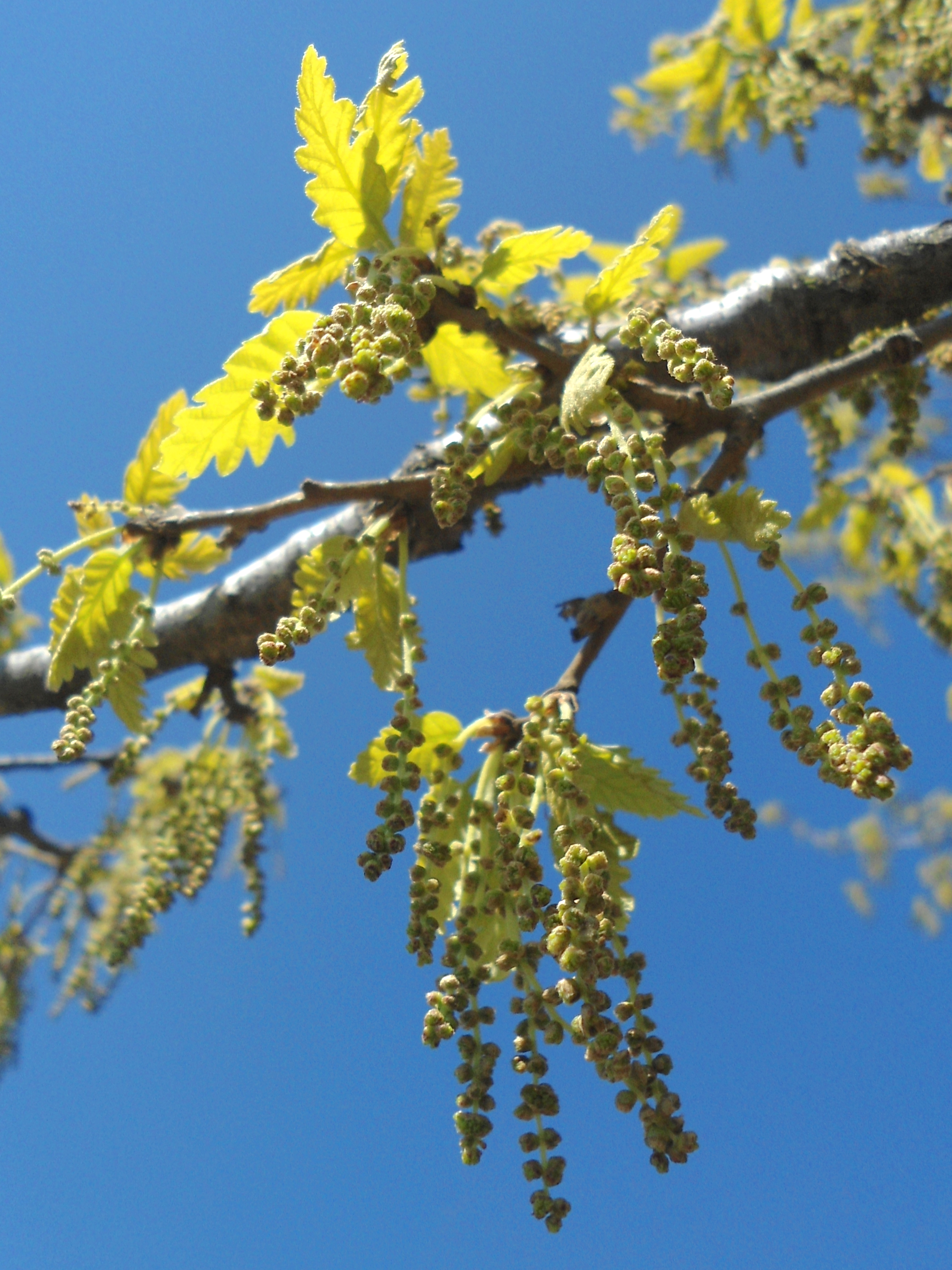
Fleurs mâles
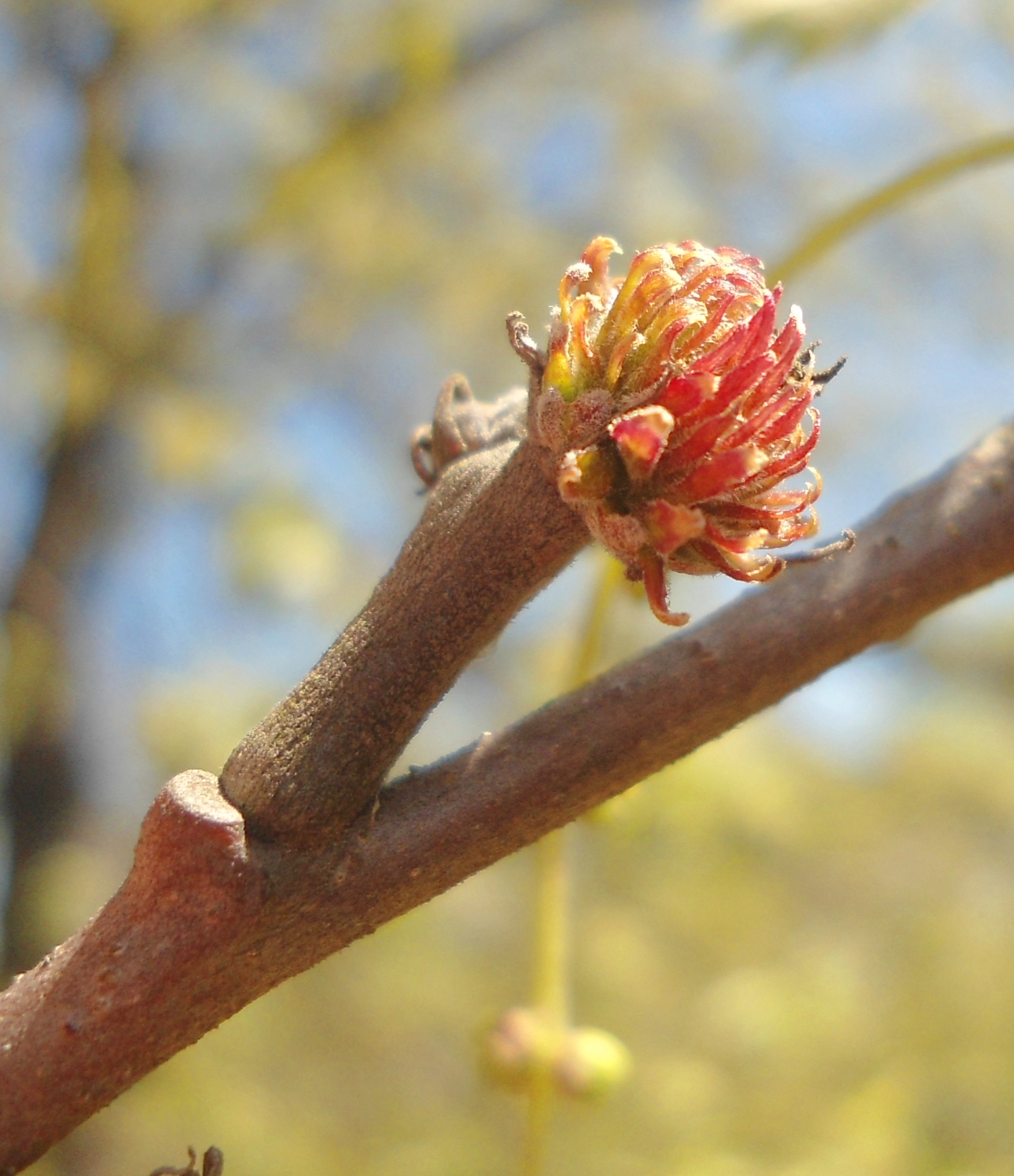
Fleurs femelles
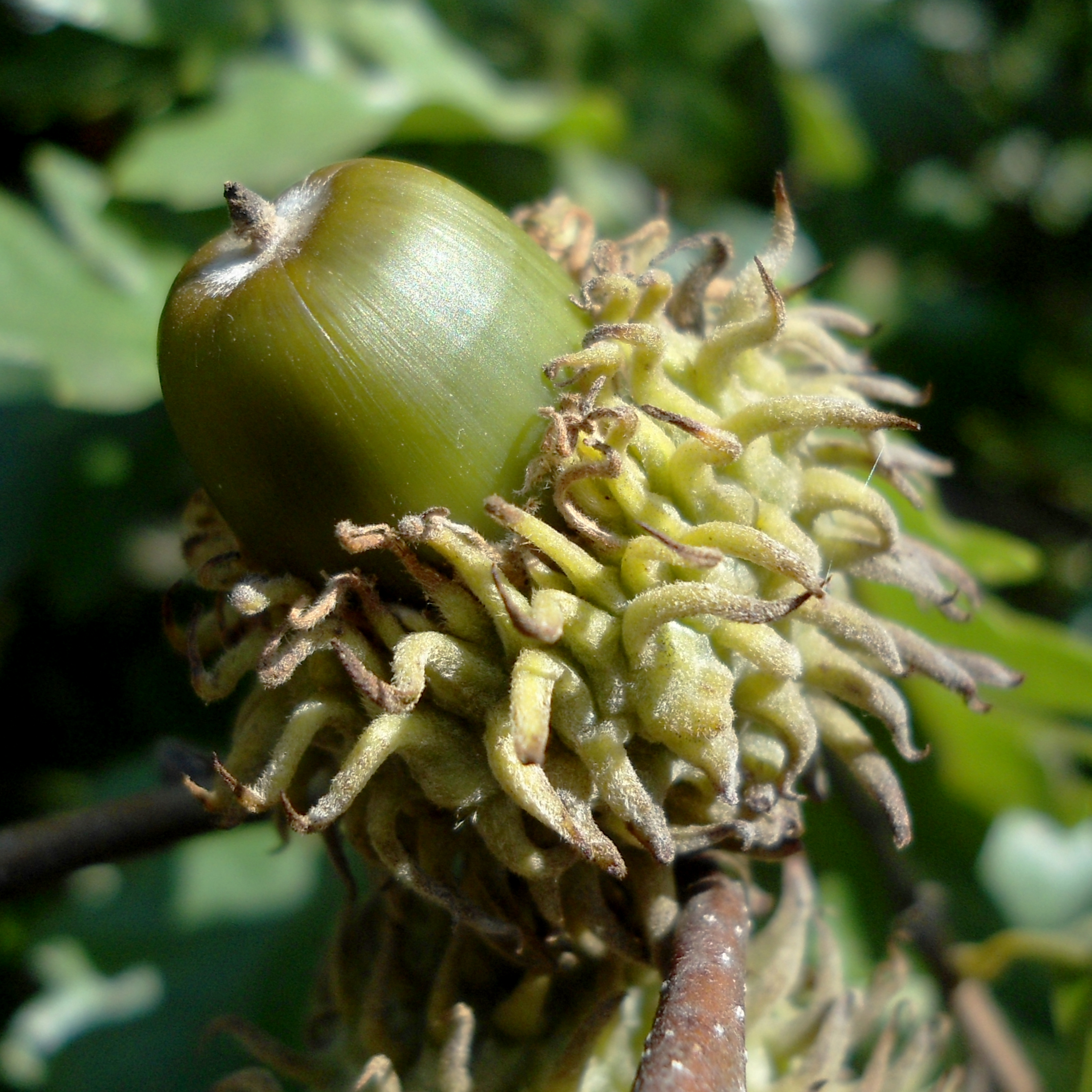
Gland (fruit)

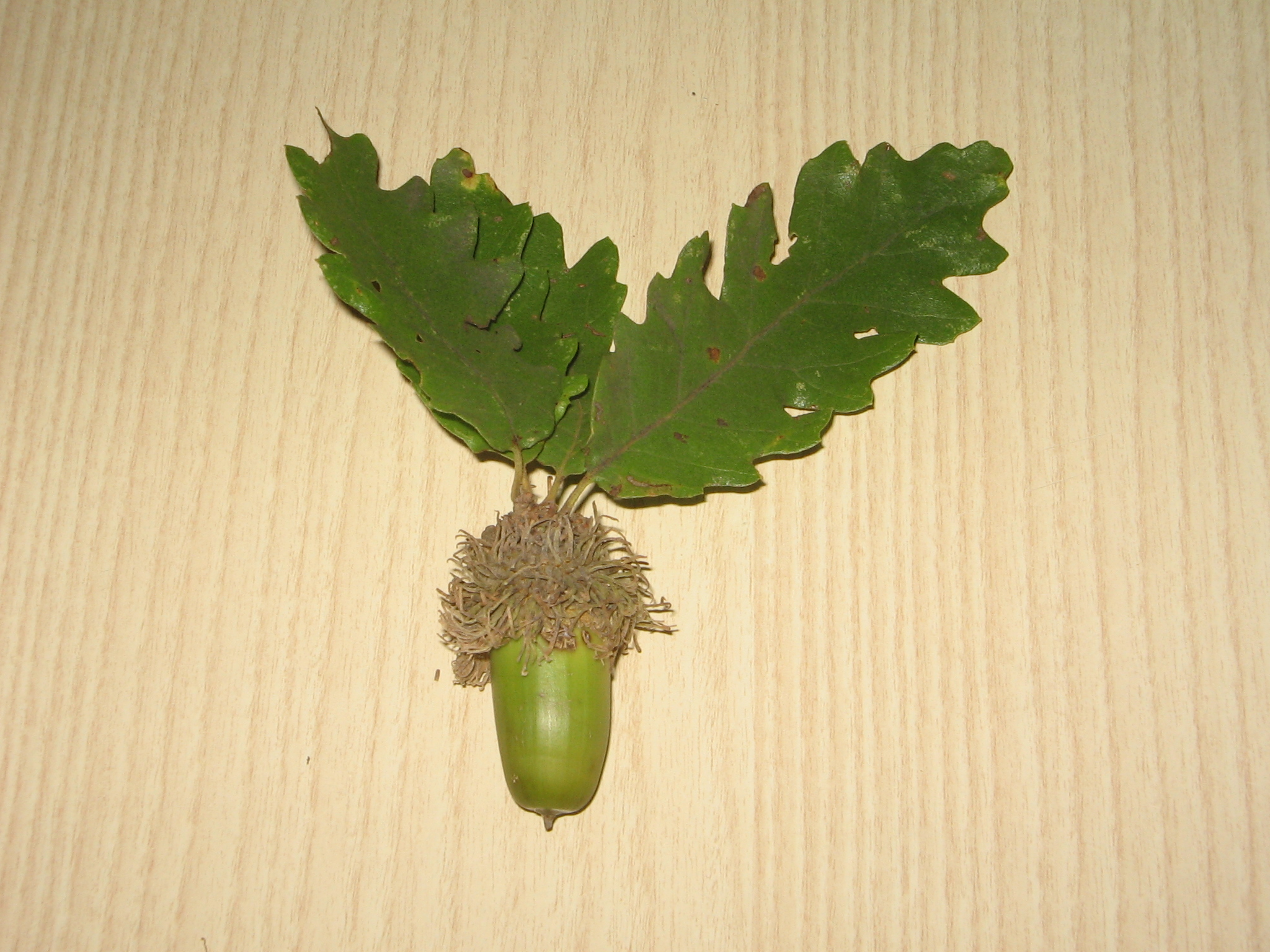
Les poils des glands ont donné son nom au chêne chevelu.

Le chêne chevelu est un grand arbre à feuilles caduques mesurant de 25 à 40 m de hauteur avec un tronc pouvant mesurer jusqu'à 2 m de diamètre. Sa longévité est de 150 à 200 ans.
L'écorce est gris foncé et profondément creusée laissant apparaître une couleur rose saumonée au fond des crevasses.
Les feuilles mesurent de 7 à 14 cm de long et 3 à 5 cm de large, avec 6 à 12 lobes triangulaire de chaque côté.
Les fleurs sont pollinisées par le vent et les glands arrivent à maturation 18 mois après la pollinisation.
Le fruit est un gros gland, 2,5 à 4 cm de long et de 2 cm de large, bicolore avec une base orange allant vers le vert-brun à la pointe. La cupule de 2 cm de profondeur est poilue. Les glands sont très amers, mais ils sont mangés par les geais et les pigeons. Les écureuils ne les mangent que lorsque les autres sources de nourriture sont épuisées.

## Habitat et répartition

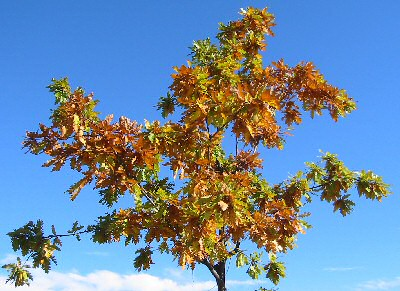
Feuilles de chêne chevelu en automne à Toulouse.

Le Chêne chevelu est une espèce thermophile, présente dans le sud-est de l'Europe, dans la péninsule des Balkans jusqu'à la rive occidentale de la Mer Noire. Il est absent de la péninsule Ibérique, de Corse ou de Sardaigne.
On le trouve jusqu'en Europe centrale, en limite de son aire de répartition, par exemple dans la réserve naturelle de Boky, près de Zvolen en Slovaquie.
Il a été réintroduit dans les îles britanniques au XVIIIe siècle, ainsi qu'en France.

Dans le futur, son aire pourrait éventuellement se déplacer vers le nord, en raison du réchauffement climatique[réf. nécessaire].

## Culture
Le chêne chevelu est une essence rustique de demi-ombre qui préfère les sols à pH neutre mais possède une large amplitude et tolère donc de multiples type de sols.

## Utilisation
Le chêne chevelu est largement planté en partie pour sa croissance relativement rapide et il est naturalisé dans une grande partie de l'Europe. Il est utilisé comme plante ornementale, et comme brise-vent côtier.
Le bois présente de nombreuses caractéristiques d'autres chênes, mais il est très enclin à se fissurer et à se diviser et est donc relégué à des usages secondaires. Il est dur, mais peu dense, trop perforé, peu souple et peu résistant, sauf, peut-être, s'il se trouve en permanence sous l'eau. On l'a utilisé occasionnellement pour la fabrication des traverses de voies ferrées. C'est un bon bois de chauffage car bon combustible.
Plusieurs cultivars ont été sélectionnés, dont 'Variegata', un cultivar bigarré, et 'Woden', avec de grandes feuilles profondément lobées.
Un chêne chevelu a été planté le 6 janvier 2016 sur la place de la République à Paris en hommage aux victimes des attentats de Paris et Saint-Denis de 2015.